# Operações Manna e Chowhound
As Operações Manna e Chowhound foram entregas humanitárias de alimentos para aliviar a fome holandesa de 1944-1945 na Holanda ocupada pelos alemães, realizadas por tripulações de bombardeiros aliados durante os últimos dias da guerra na Europa. Manna (29 de abril–7 de maio de 1945), que despejou 7.000 toneladas de alimentos na parte ocidental dos Países Baixos, ainda ocupada pelos nazistas, foi executado por unidades e esquadrões da Força Aérea Real Britânica (RAAF) da Força Aérea Real Australiana (RAAF), Força Aérea Real Canadense (RCAF), Força Aérea Real da Nova Zelândia (RNZAF) e esquadrões da Força Aérea Polonesa na RAF. Chowhound (1–8 de maio de 1945) lançou 4.000 toneladas e foi empreendido pelas Forças Aéreas do Exército dos Estados Unidos. No total, mais de 11.000 toneladas de alimentos foram lançadas durante uma semana e meia, com a aquiescência das forças de ocupação alemãs, para ajudar a alimentar os civis holandeses em perigo de fome. 
Depois que se percebeu que Manna e Chowhound seriam insuficientes, uma operação de socorro terrestre chamada Operação Faust foi lançada. Em 2 de maio, 200 caminhões aliados começaram a entregar alimentos na cidade de Rhenen, atrás das linhas alemãs.

## Negociações
No início de 1945, a situação tornava-se cada vez mais desesperadora para os três milhões ou mais de holandeses ainda sob controlo alemão. O Príncipe Bernardo apelou diretamente ao Comandante Supremo Aliado Dwight D. Eisenhower, mas Eisenhower não tinha autoridade para negociar uma trégua com os alemães. Enquanto o príncipe obtinha permissão do primeiro-ministro britânico Winston Churchill e do presidente dos EUA Franklin D. Roosevelt, Eisenhower fez com que o comodoro aéreo Andrew Geddes começasse o planejamento imediatamente. Em 23 de abril, a autorização foi dada pelo Chefe do Estado-Maior do Exército dos Estados Unidos, George Marshall. 
Os agentes aliados negociaram com o Reichskommissar Arthur Seyss-Inquart e uma equipe de oficiais alemães. Entre os participantes estavam o futuro escritor canadense Farley Mowat e o comandante-em-chefe alemão, general Johannes Blaskowitz. Foi acordado que as aeronaves participantes não seriam alvejadas dentro de corredores aéreos especificados. 

## Operação Manna

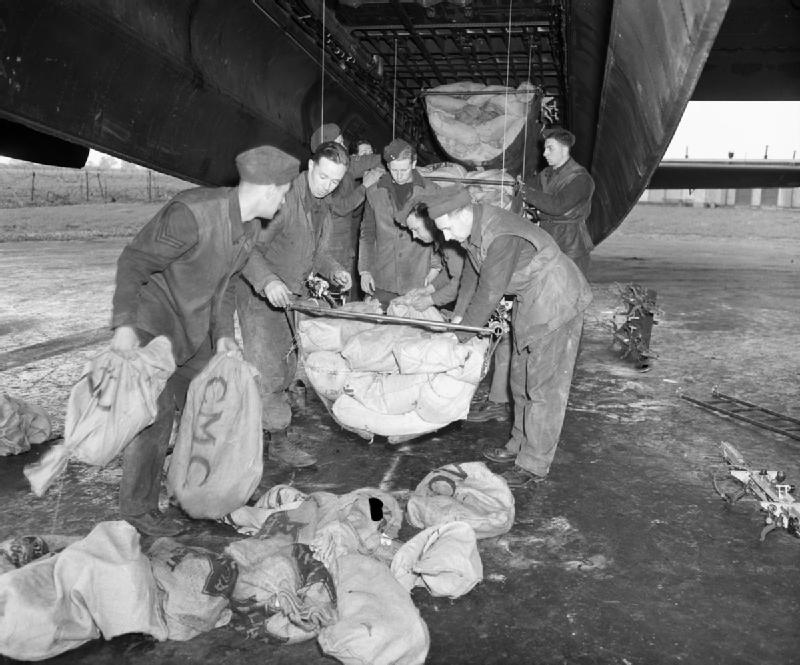
Tripulação de terra da RAF carregando suprimentos de alimentos em eslingas para içar no compartimento de bombas de um bombardeiro pesado Avro Lancaster do Esquadrão 514 (1945).

A operação britânica começou primeiro. Recebeu o nome da comida (Maná) que foi milagrosamente fornecida aos israelitas no Livro do Êxodo. O planejamento da operação foi feito inicialmente pela Royal Air Force. 
O primeiro dos dois Avro Lancasters da RAF escolhidos para o voo de teste, na manhã de 29 de abril de 1945, foi apelidado de Bad Penny, como na expressão "uma moeda ruim sempre aparece".  Este bombardeiro, com uma tripulação de sete jovens (cinco de Ontário, Canadá, incluindo o piloto Robert Upcott de Windsor, Ontário), decolou com mau tempo apesar de os alemães ainda não terem concordado com um cessar-fogo. (Seyss-Inquart faria isso no dia seguinte). Bad Penny teve que voar baixo, até 50 pés (15 m), sobre canhões alemães, mas conseguiu largar sua carga e retornar ao campo de aviação. 
A Operação Manna começou então para valer.  Participaram aeronaves britânicas do Grupo 1, Grupo 3 e Grupo 8, com 145 surtidas de Mosquitos e 3.156 de bombardeiros Lancaster.

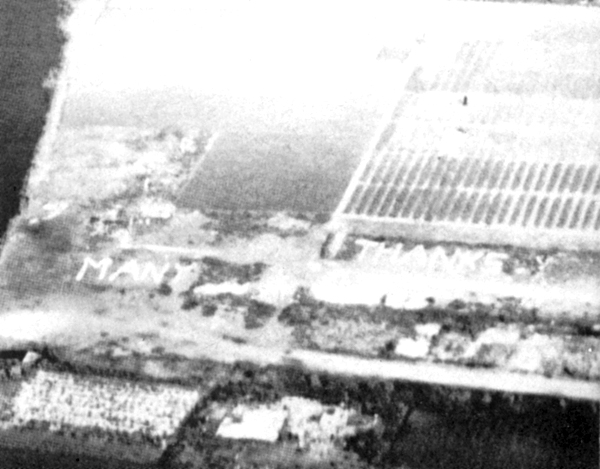
"Many Thanks" ("Muito obrigado") escrito com tulipas após a Operação Manna

As tripulações dos bombardeiros tinham experiência com lançamentos de bombas de 6.000m de altura, mas esta operação foi realizada a uma altura de 150m, alguns até voando tão baixo quanto 120m, pois a carga não possuía paraquedas.  As zonas de lançamento, marcadas pelos Mosquitos dos Esquadrões 105 e 109 utilizando Oboé, foram: Katwijk (aeródromo de Valkenburg), Haia (pista de corridas de cavalos de Duindigt e aeródromo de Ypenburg), Roterdão (aeródromo de Waalhaven e Kralingse Plas) e Gouda. O Comando de Bombardeiros entregou um total de 6.680 toneladas de alimentos. 

John Funnell, navegador da operação, diz que os alimentos descartados foram enlatados, secos e chocolate.
Quando chegamos, as pessoas já estavam reunidas e agitavam bandeiras, faziam cartazes, etc., fazendo o que podiam. Foi uma visão maravilhosa. Com o passar do tempo, também surgiram mensagens, como Obrigado por terem vindo, rapazes. No dia 24 de abril, estávamos em ordem de batalha em Elsham Wolds. Fomos a um briefing e fomos informados de que a operação foi cancelada porque Bomber Harris achou que era muito perigosa para as tripulações. A ideia era cruzar a fronteira holandesa a 1.000 pés e depois descer para 500 pés a 90 nós, um pouco acima da velocidade de estol. No dia 29, estávamos novamente em ordem de batalha. Não houve trégua naquele momento e, ao cruzarmos a costa, pudemos ver os canhões antiaéreos nos seguindo. Deveríamos então subir até 300 metros, mas por causa dos canhões antiaéreos descemos ao nível do telhado. Quando nos avistaram, já estávamos fora de vista. Muitas pessoas ficaram surpresas por termos ficado sem armamentos, no caso de algum artilheiro de cauda no gatilho. Originalmente, seria a “Operação Spam”, que estava no meu diário de bordo. Também fomos a Lyden, mas deixamos a comida em Falkenburg. Nós, navegadores, estamos interessados na latitude e longitude do local, e não no nome. 
A ideia era que as pessoas reunissem e redistribuíssem os alimentos, mas alguns não resistiam a comer imediatamente, o que fazia com que algumas pessoas adoecessem e vomitassem (e algumas morressem), resultado que alimentos gordurosos podem ter em corpos famintos, conhecido como síndrome de realimentação. Por outro lado, a distribuição às vezes demorava até dez dias, fazendo com que alguns só recebessem a comida após a libertação. Muitas vidas foram salvas e isso deu esperança e a sensação de que a guerra acabaria em breve. 

## Operação Chowhound
Do lado americano, dez grupos de bombas da Terceira Divisão Aérea dos EUA realizaram 2.268 missões a partir de 1º de maio, entregando um total de 4.000 toneladas.   Quatrocentos bombardeiros B-17 Flying Fortress das Forças Aéreas do Exército dos Estados Unidos lançaram 800 toneladas de rações K durante 1 a 3 de maio no Aeroporto Schiphol de Amsterdã. Pelo menos uma tripulação de B-17, a do Stork Club do 550º esquadrão, recebeu reconhecimento de batalha, apesar de não ter armas para sua missão humanitária, como resultado de receber fogo de artilharia antiaérea alemã. 

## Perdas
Três aeronaves foram perdidas: duas em colisão e uma devido a incêndio no motor.  Buracos de bala foram descobertos em várias aeronaves após seu retorno, provavelmente como resultado de disparos de soldados alemães que não tinham conhecimento ou violaram o cessar-fogo. 

## Reconhecimento

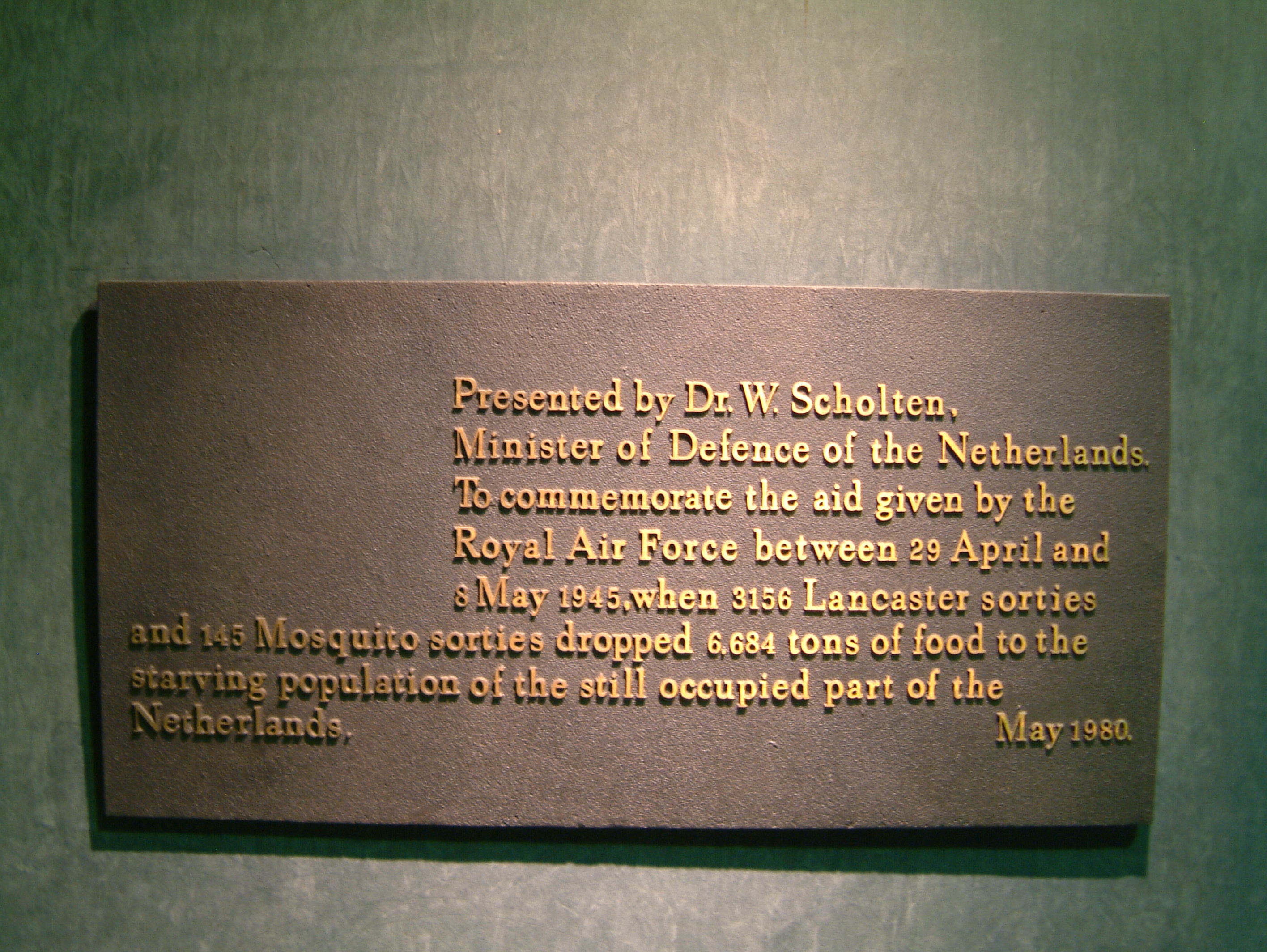
Placa Comemorativa da Operação Manna

Uma placa comemorativa para agradecer à Royal Air Force por sua ajuda na montagem da Operação Manna foi apresentada em maio de 1980 pelo Dr. Willem Scholten, Ministro da Defesa dos Países Baixos e está exposta no Royal Air Force Museum, Hendon, Inglaterra. Em 28 de abril de 2007, o Comodoro Aéreo Britânico Andrew Geddes foi homenageado quando uma trilha de caminhada no distrito de Terbregge, em Rotterdam, a Comodoro Aéreo Geddespath, recebeu seu nome. Este caminho passa pelo monumento Manna/Chowhound na barreira de ruído do anel viário da rodovia norte ao redor de Rotterdam. A inauguração oficial da placa foi realizada pelo Tenente-Comandante Angus Geddes RN (filho de Geddes) da Inglaterra e pelo Suboficial David Chiverton da Austrália (neto de Geddes). 

## Na cultura popular
Operation Chowhound foi apresentada no episódio 9 de Masters of the Air, uma minissérie de televisão para Apple TV+ de Steven Spielberg e Tom Hanks. 